# Фарнем, Джозеф
Джозеф Уайт Фарнем (англ. Joseph White Farnham; 2 декабря 1884 — 2 июня 1931) — американский драматург и сценарист эпохи немого кино начала 1930-х годов. Один из основателей Академии кинематографических искусств и наук.

## Биография
Его карьера в качестве сценариста немых фильмов началась в 1918 году — фильм «Однажды в каждом человеке». За свою карьеру в киноиндустрии он принимал участие в создании 90 фильмов и работал со многими известными режиссёрами немого кино и начала эры звукового кино.
4 мая 1927 Джозеф Фарнем был одним из 36 членов-учредителей Американской академии кинематографических искусств и наук (AMPAS), которые проводили церемонию Оскар 1929 года. Фарнем является единственным, кто получил «Оскар» за лучшие титры, потому что эта награда вручалась лишь один раз, на первой церемонии.
Джозеф Фарнем умер 2 июня 1931 от сердечного приступа в Лос-Анджелесе, штат Калифорния, и был похоронен на кладбище Форест-Лаун в Глендейле, штат Калифорния.

## Фильмография
- 1918 — Однажды в каждом человеке / Once to Every Man
- 1920 — Чудо-человек / The Wonder Man
- 1922 — Сельский ветреница / The Country Flapper
- 1924 — Алчность / Greed
- 1925 — Огни старого Бродвея / Lights of Old Broadway
- 1925 — Девичьи посиделки / Pretty Ladies
- 1925 — Большой парад / The Big Parade
- 1925 — Его секретарь / His Secretary
- 1926 — Чёрный дрозд / The Blackbird
- 1926 — Монте Карло / Monte Carlo
- 1926 — Изящный грешник / Exquisite Sinner
- 1926 — Париж / Paris
- 1926 — Дорога на Мандалай / The Road to Mandalay
- 1926 — Идет улыбаясь / Exit Smiling
- 1926 — В глубине сцены / Upstage
- 1927 — На бульваре С / On Ze Boulevard
- 1927 — Лондон после полуночи / London After Midnight
- 1927 — Новобранцы / Rookies
- 1927 — Красная мельница / The Red Mill
- 1927 — Шоу / The Show
- 1928 — Через Сингапур / Across to Singapore
- 1928 — Смейся, клоун, смейся / Laugh, Clown, Laugh
- 1928 — Четыре стены / Four Walls
- 1928 — Кинооператор / The Cameraman
- 1928 — Когда город спит / While the City Sleeps
- 1928 — Запад Занзибара / West of Zanzibar
- 1930 — Месяц Монтаны / Montana Moon
- 1930 — Казённый дом / The Big House